# Condado de Rutherford (Tennessee)
O Condado de Rutherford (em inglês:  Rutherford County) é um dos 95 condados do estado americano do Tennessee. A sede e maior cidade do condado é Murfreesboro. Foi fundado em 1803.
O condado possui uma área de 1 616 km², dos quais 1 604 km² estão cobertos por terra e 12 km² por água, uma população de 262 604 habitantes, e uma densidade populacional de 163,7 hab/km² (segundo o censo nacional de 2010). É o quinto condado mais populoso do Tennessee.